# Dichomitus
Dichomitus D.A. Reid (czarnoporek) – rodzaj grzybów z rodziny żagwiowatych (Polyporaceae). Do rodzaju tego należy ok. 30 gatunków, jeden z nich został odkryty i opisany przez polskiego mykologa Stanisława Domańskiego.

## Charakterystyka
Grzyby kortycjoidalne o bazydiokarpie rocznym lub wieloletnim, rozpostartym lub siedzącym, szeroko przyrośniętym. Powierzchnia górna biała do czarniawej, hymenium rurkowate, powierzchnia porów biała, kremowa do jasnoszarawej, u niektórych okazów z przyciemnionym brzegiem. System strzępkowy dimityczny, strzępki generatywne ze sprzążkami, strzępki szkieletowe drzewkowato rozgałęzione, ze zwężonymi końcami. Cystyd brak. Podstawki cylindryczne lub podłużne z czterema sterygmami i sprzążką u podstawy. Bazydiospory o kształcie od elipsoidalnego do cylindrycznego, szkliste, gładkie, cienkościenne, w odczynniku Melzera nieamyloidalne. Rozwija się na martwym drewnie drzew nagonasiennych i okrytonasiennych, powodując białą zgniliznę drewna.
Dichomitus jest pod niektórymi względami podobny do Polyporus. Głównymi różniącymi je cechami są podstawki, które u Polyporus mają trzonek, są niesymetryczne lub wachlarzowate i owocnik, który u Dichomitus jest szeroko siedzący.

## Systematyka i nazewnictwo
Pozycja w klasyfikacji według Index Fungorum: Polyporaceae, Polyporales, Incertae sedis, Agaricomycetes, Agaricomycotina, Basidiomycota, Fungi.
Stanisław Domański w 1965 r. nadał temu rodzajowi nazwę podskórnik, Władysław Wojewoda w 2003 r. w ramach porządkowania nazw polskich zmienił ją na czarnoporek.
Gatunki występujące w Polsce
- Dichomitus squalens (P. Karst.) D.A. Reid 1965 – czarnoporek wrośniakowaty

Nazwy naukowe na podstawie Index Fungorum. Nazwa polska według Władysława Wojewody.